# Blystadlia
Blystadlia est une localité du comté d'Akershus, en Norvège.